# Meloe mediterraneus
Meloe mediterraneus là một loài bọ cánh cứng trong họ Meloidae. Loài này được J. Müller miêu tả khoa học năm 1925.